# Арлиндо Чинаглия
Арлиндо Чинаглия (р. Сера Азул, Сао Пауло, 24 декември 1949) е бразилски медик и политик от Партията на работниците, председател на Камарата на депутатите на Националния конгрес на Бразилия от 1 февруари 2007 до 2 февруари 2009 г. Представлява щата Сао Пауло в Конгреса на Бразилия.